# Ateizm
Ateizm (z gr. ἄθεος „bezbożny” – ἀ- a-, „bez” oraz θεός, theos, „bóg”) – brak wiary w istnienie jednego bądź wielu bogów czy też odrzucający wiarę w stwórcę; ewentualnie odrzucenie teizmu. Może uznawać religię za sprzeczną z nauką, sprzeczną z rozumem lub niepotrzebną.
Kwestionowanie wiary w bogów-stwórców można odnaleźć już w hymnach Rygwedy oraz w poglądach myślicieli antycznych takich jak Diagoras z Melos. Ateistami na przestrzeni dziejów były określane osoby, które uznano za wierzące w fałszywych bogów, niewierzące w bogów lub wyznające doktryny wchodzące w konflikt z lokalnie dominującymi religiami. Wraz z upowszechnianiem się wolnomyślicielstwa, sceptycyzmu i późniejszego nasilenia krytyki religii, stosowanie tego określenia zawężało zasięg. Pierwsze osoby, które same określały się jako ateiści, pojawiły się w XVIII wieku podczas epoki oświecenia zwanej wiekiem rozumu. W okresie rewolucji francuskiej poglądy ateistyczne zyskały poparcie części rewolucjonistów propagujących kult Rozumu. W XX wieku ateizm państwowy został wprowadzony w krajach komunistycznych takich jak ZSRR, gdzie w połowie lat 50. XX wieku przedmiot o nazwie "naukowy ateizm" został włączony w program edukacyjny na uczelniach.
Ateizm nie jest tożsamy z antyteizmem i ruchem społecznym zwalczającym religie nazywanym nowym ateizmem. Przedstawiciele tego ruchu, określanego naukowo-racjonalnym, tacy jak Richard Dawkins i Christopher Hitchens, krytykują religię jako przyczynę wielu problemów, konfliktów i wojen, źródło fałszywych przekonań o świecie oraz motywację i usprawiedliwienie dla czynienia zła w ogóle. W związku z tym awangarda ruchu twierdzi, że należy wymazać ideę boga z ludzkiej świadomości. Pewne religijne i duchowe systemy, takie jak formy buddyzmu, które nie wspierają wiary w bogów będących stwórcami i opiekunami świata, bywają opisywane jako ateistyczne. Ateiści skłaniają się w kierunku świeckich nurtów, takich jak: humanizm, racjonalizm i naturalizm.

## Definicje i podziały
Ateizm, obejmuje spektrum poglądów – od niewiary w istnienie bogów po sprzeciw wobec uznawania jakichkolwiek koncepcji natury duchowej, nadprzyrodzonej lub transcendentnej.

### Ateizm teoretyczny i ateizm praktyczny (pragmatyczny)
Ateizm teoretyczny to odrzucenie wiary w istnienie bogów jako niezgodnej z rozumem i nauką.
W ateizmie praktycznym lub pragmatycznym, znanym również jako apateizm, żyje się tak, jakby nie było bogów, a zjawiska naturalne wyjaśniane są bez odwoływania się do bóstw. Nie zaprzecza się istnieniu bogów, ale mogą oni być uznawani za niepotrzebnych lub bezużytecznych; zgodnie z tym poglądem bogowie nie dostarczają ani celu życia, ani nie wpływają na codzienne życie. Jedną z form ateizmu praktycznego, skierowaną do środowiska naukowego, jest naturalizm metodologiczny – milczące przyjęcie lub założenie filozoficznego naturalizmu w ramach metody naukowej.
Ateizm pragmatyczny może przyjmować różnorodne formy:
- brak motywacji religijnej – wiara w bogów nie motywuje działań moralnych, religijnych lub jakichkolwiek innych;
- czynne wyłączenie problemu bogów i religii z dążeń intelektualnych i działań praktycznych;
- obojętność – brak zainteresowania związanego z problematyką bogów i religii;
- nieświadomość koncepcji bóstwa[23].

### Ateizm pierwotny i ateizm wtórny

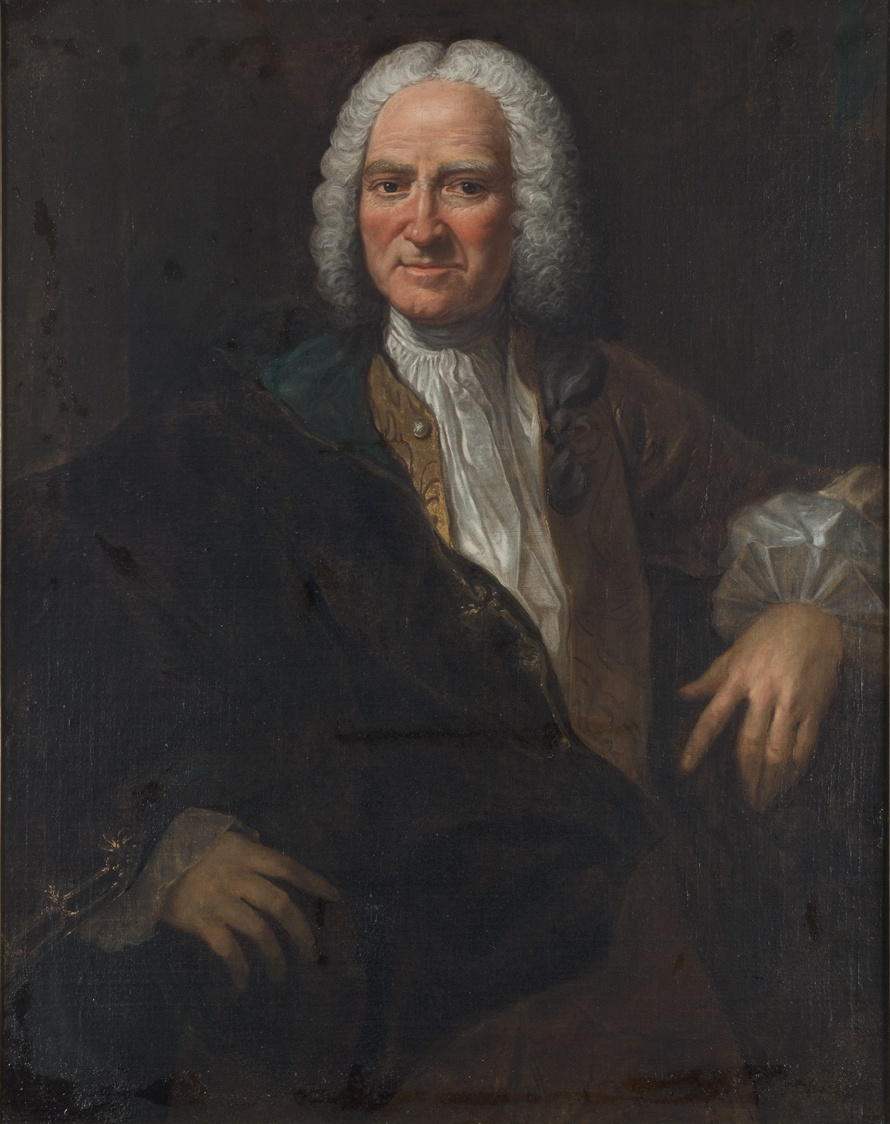
Oświeceniowy filozof francuski Paul d’Holbach, autor Systemu przyrody (1770), w którym poruszył temat koncepcji społeczeństwa ateistów

Definicje ateizmu różnią się również pod względem tego, jaki stopień rozważań nad koncepcją bóstw musi wykazać dana osoba, aby uznać ją za ateistę. Ateizm był czasami definiowany jako prosty brak wiary w istnienie jakichkolwiek bóstw. Ta szeroka definicja obejmowałaby np. noworodki i inne osoby, którym nie przedstawiono koncepcji teistycznych. Już w 1772 roku Paul d’Holbach powiedział, że wszystkie dzieci rodzą się ateistami i nie mają pojęcia o bogu. Podobnie George H. Smith w 1979 roku zasugerował, że człowiek, który nie zapoznał się z teizmem, jest ateistą, ponieważ nie wierzy w boga; do tej samej kategorii zaliczał również dzieci, które jeszcze nie zostały zapoznane z koncepcją boga i związanymi z tym kwestiami mimo tego, że już byłyby w stanie je przyswoić. Smith stosował podział na ateizm pierwotny (ang. implicit atheism), który odnosił się do braku teistycznej wiary bez świadomego jej odrzucenia, i ateizm wtórny (ang. explicit atheism), który brak teistycznej wiary wiązał z jej świadomym odrzuceniem.
Pogląd, że dzieci rodzą się ateistami, jest względnie młody w zachodniej cywilizacji. Przed XVIII wiekiem istnienie boga było tak powszechnie akceptowane, że wątpiono nawet w możliwość istnienia prawdziwego ateizmu. Nazwano to teistycznym innatyzmem – poglądem, że wszyscy ludzie wierzą w boga od urodzenia; z pojęciem tym wiązała się również konotacja, że ateiści po prostu wypierają się swojej wrodzonej wiary. Obecnie można spotkać się z poglądem, że ateiści mają skłonność do szybkiego nawracania się na wiarę w boga w czasach kryzysu, że nawracają się na łożu śmierci lub że nie ma ateistów w okopach. Niektórzy orędownicy tego typu poglądów twierdzą, że antropologiczną korzyścią z religii jest to, że wiara pozwala ludziom lepiej przetrwać trudy życia. Niektórzy ateiści podkreślają, że odnotowano przeciwne przypadki, a wśród nich prawdziwych ateistów w okopach. Przegląd badań opublikowany w 2017 roku sugeruje, że ateiści razem z osobami głęboko wierzącymi najmniej niepokoją się śmiercią.

### Ateizm silny (pozytywny) i ateizm słaby (negatywny)
Filozofowie, tacy jak: Antony Flew, Michael Martin  i William Rowe, przeciwstawiali ateizm silny (pozytywny) ateizmowi słabemu (negatywnemu). Ateizm silny to wyraźne stwierdzenie, że bogowie nie istnieją. Ateizm słaby obejmuje natomiast wszystkie inne formy nonteizmu, jak również jest logiczną konsekwencją agnostycyzmu . Określenia ateizm słaby i ateizm silny są stosunkowo młode; jednakże ich odpowiedniki, ateizm negatywny i ateizm pozytywny, były używane w literaturze filozoficznej już wcześniej, choć w różnych znaczeniach.
Przypuszczalna nieosiągalność wiedzy potwierdzającej lub zaprzeczającej istnieniu bogów jest czasami uważana za oznakę, że silny ateizm wymaga skoku wiary. Powszechną odpowiedzią ateistów na ten sposób rozumowania jest stwierdzenie, że niedowiedzione propozycje religijne zasługują na tyle samo niedowierzania, co wszystkie inne niedowiedzione propozycje i że niemożliwość dowiedzenia istnienia boga nie implikuje takiego samego prawdopodobieństwa jego istnienia lub nie. J.J.C. Smart stwierdził, że czasami osoba będąca ateistą, może opisywać siebie jako agnostyka, ze względu na bezzasadny uogólniony sceptycyzm filozoficzny, który zabrania stwierdzić, że wiemy cokolwiek, poza prawami matematycznymi i logiką . Ze względu na to niektórzy ateiści, tacy jak Richard Dawkins, rozróżniają teistów, agnostyków i ateistów według skali prawdopodobieństwa przypisywanej stwierdzeniu bóg istnieje.
Goparaju Ramachandra Rao w pracy Positive Atheism, opublikowanej po raz pierwszy w 1972 roku, zaproponował alternatywne znaczenie określenia ateizm pozytywny. Jako osoba, która dorastała w hierarchicznym systemie społecznym opartym na religii, wzywał do stworzenia świeckich Indii i zaproponował wytyczne dla filozofii ateizmu pozytywnego, tzn. takiej, która promuje wartości pozytywne.

### Ateizm a definicja pojęcia „bóg”
Niektóre z niejasności i sporów związanych z problemem zdefiniowania ateizmu wynikają z trudności osiągnięcia zgody co do definicji słowa bóg. Mnogość różnorodnych koncepcji boga prowadzi do różnych pomysłów dotyczących zastosowania pojęcia ateizmu. W przypadkach gdy teizm był definiowany jako wiara w jednego boga osobowego, jako ateistów klasyfikowano deistów i politeistów; i na odwrót, Rzymianie oskarżali chrześcijan o ateizm za to, że nie czcili ich bóstw. Ten sposób rozumienia terminu ateizm zarzucono w XX wieku, na skutek przyjęcia rozumienia teizmu jako wiary w jakąkolwiek boskość.
Spory między ateistami i teistami wpisują się w historyczne dyskusje między filozofiami niereligijnymi (odrzucającymi nadnaturalne sposoby uzasadniania rzeczywistości) oraz religijnymi (poszukującymi uzasadnienia rzeczywistości przez odwołanie się do czynników nadprzyrodzonych).

## Argumenty przemawiające za ateizmem

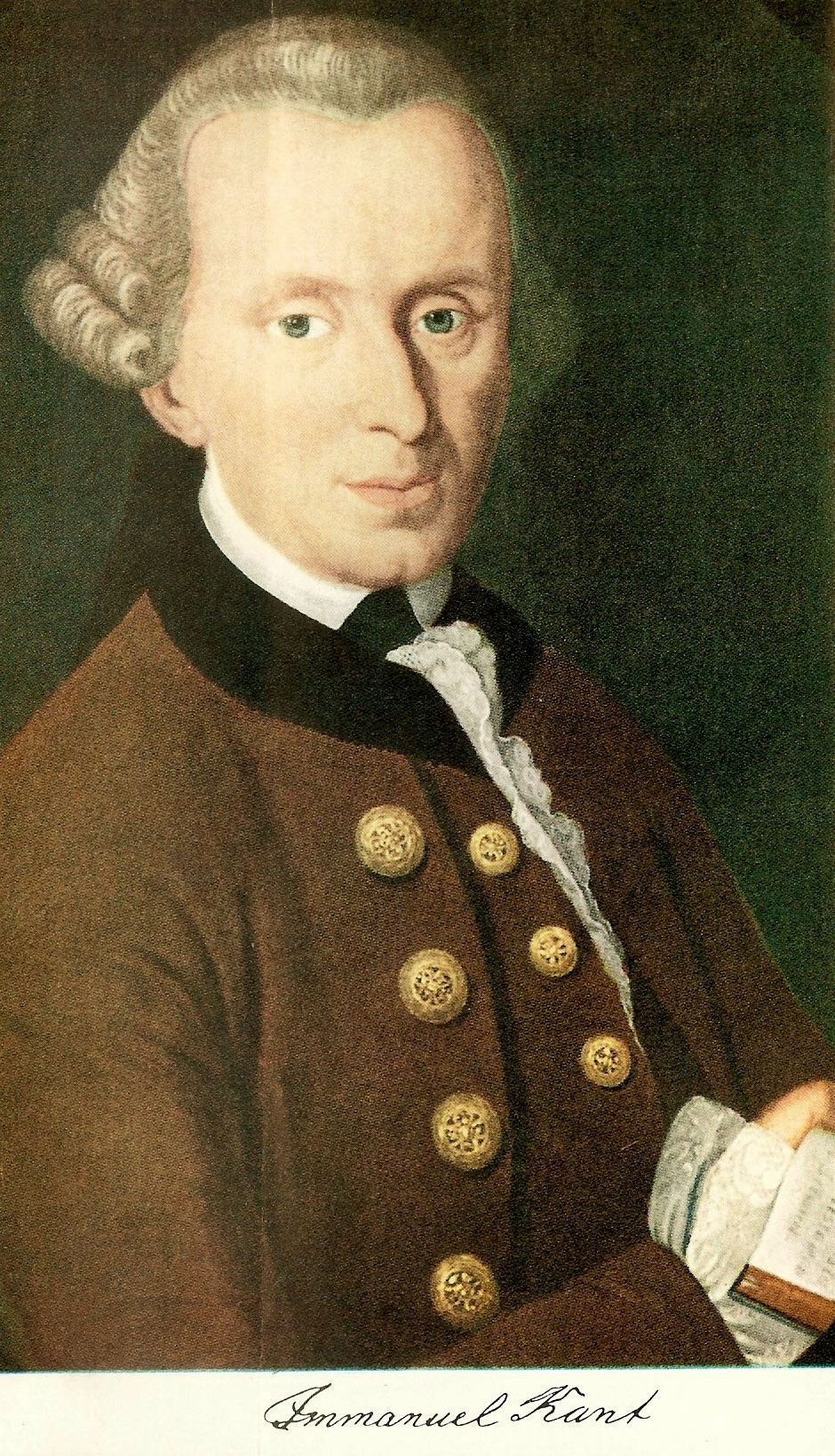
Tradycyjne dowody na istnienie Boga poddał krytyce oświeceniowy filozof niemiecki Immanuel Kant

Ateiści odnoszą się do powszechnych argumentów za istnieniem boga lub bogów, takich jak argument z projektu. Teoretyczne przyczyny dla odrzucenia istnienia bogów przyjmują różne formy, przede wszystkim ontologiczne, gnoseologiczne i epistemologiczne, ale niekiedy również psychologiczne lub socjologiczne.

### Argumenty epistemologiczne i ontologiczne
Ateizm epistemologiczny dowodzi, że ludzie nie mogą znać boga lub rozstrzygać o jego istnieniu. Jego podstawą jest agnostycyzm, który przyjmuje różnorodne formy. Zgodnie z filozofią immanencji boskość jest nierozłączna ze światem, włącznie z każdym istniejącym w nim umysłem, a świadomość jest przywiązana do podmiotu. Zgodnie z tą formą agnostycyzmu to ograniczenie punktu widzenia uniemożliwia wyciąganie jakichkolwiek obiektywnych wniosków – od wiary w boga po dowody na jego istnienie. Racjonalistyczny agnostycyzm Kanta i okresu oświecenia przyjmuje jedynie wiedzę wydedukowaną przy użyciu ludzkiej racjonalności; ta forma ateizmu jako podstawę przyjmuje, że bogowie nie są zauważalni, a więc nie można stwierdzić ich istnienia. Sceptycyzm filozoficzny, oparty na przemyśleniach Davida Hume’a, dowodzi że pewność w jakiejkolwiek kwestii jest niemożliwa, a więc nikt nigdy nie może wiedzieć o istnieniu boga. Przydzielanie agnostycyzmu do ateizmu jest kwestionowane; może być on również uważany za niezależny podstawowy światopogląd.
Inne argumenty ateizmu, które mogą zostać sklasyfikowane jako epistemologiczne lub ontologiczne, w tym pozytywizm logiczny i ignostycyzm, dowodzą bezsensowności lub niezrozumiałości podstawowych terminów takich jak bóg i twierdzeń takich jak bóg jest wszechmogący. Teologiczny nonkognitywizm utrzymuje, że twierdzenie bóg istnieje nie wyraża propozycji, ale jest bezsensowne lub kognitywistycznie bez znaczenia. Rozważano jak sklasyfikować ten sposób myślenia, jako formę ateizmu czy agnostycyzmu. Filozofowie A.J. Ayer i Theodore Drange odrzucają obydwie kategorie, twierdząc, że obydwa obozy akceptują bóg istnieje jako propozycję; zamiast tego umieszczają nonkognitywizm w jego własnej kategorii.

### Argumenty metafizyczne
Ateizm metafizyczny opiera się na metafizycznym monizmie – poglądzie, że rzeczywistość jest homogeniczna i niepodzielna. Wynika stąd specyficzna ontologia; odpowiednio definiuje się, co istnieje, a co nie. Bezwzględni ateiści metafizyczni przypisują siebie do jednej z form fizykalizmu, w związku z tym wyraźnie zaprzeczają istnieniu istot niefizycznych. Względni ateiści metafizyczni utrzymują domniemane zaprzeczenie konkretnej koncepcji boga opierając się na niezgodności pomiędzy ich indywidualnymi filozofiami a atrybutami przypisywanymi bogu chrześcijańskiemu, takimi jak bezczasowość, transcendencja, osobowość czy jedność. Przykładami względnego ateizmu metafizycznego są panteizm, panenteizm i deizm.

### Argumenty psychologiczne, socjologiczne i ekonomiczne
Ateiści często negowali realność czy wręcz samą możliwość teologicznego objawienia, jako podstawy religii w skali masowej, a zarazem przeczyli też istnieniu szansy na to, że tzw. religia naturalna, taka, jaką ona wyewoluowała na przestrzeni pokoleń, odpowiada prawdzie o hipotetycznych rzeczywistościach metafizycznych; uważali taką szansę za infinitezymalną lub zerową. Ludwig Feuerbach uważał, że bóg i wierzenia religijne są ludzkimi wymysłami, stworzonymi, aby zaspokajać różnorodne potrzeby psychologiczne i emocjonalne. Jest to również pogląd wielu buddystów. Karl Marx i Friedrich Engels, pod wpływem prac Feuerbacha, twierdzili, że wiara w boga i religia są funkcjami społecznymi, używanymi przez ludzi będących u władzy, aby uciskać klasę robotniczą. Według Michaiła Bakunina idea boga implikuje porzucenie rozsądku i sprawiedliwości oraz jest negacją ludzkiej wolności i kończy się zniewoleniem ludzkości. Odwrócił on sławny aforyzm Woltera, że gdyby bóg nie istniał, konieczne byłoby stworzenie go, pisząc, że jeśli bóg by rzeczywiście istniał, to konieczne byłoby obalenie go.

### Argumenty logiczne i dowodowe

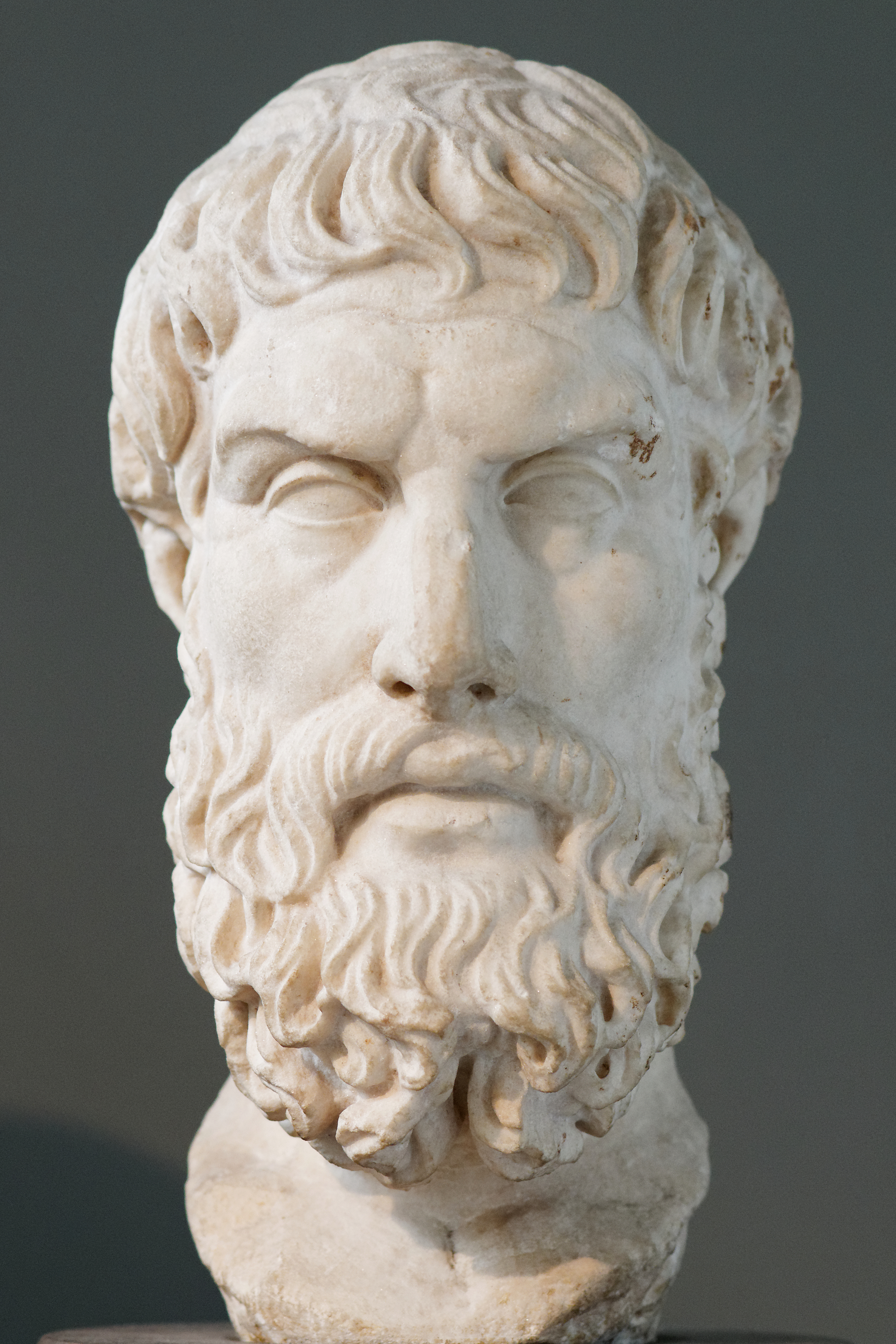
Pierwsze przedstawienie problemu zła przypisuje się Epikurowi

Ateizm logiczny utrzymuje, że różnorodnym koncepcjom bogów, takim jak Bóg osobowy w chrześcijaństwie, przypisuje się logicznie niekonsekwentne właściwości. Przedstawia on argumenty dedukcyjne przeciwko istnieniu Boga, które dowodzą niekompatybilności pomiędzy pewnymi cechami, takimi jak perfekcja, status twórcy, niezmienność i bezczasowość, wszechwiedza, wszechobecność, wszechmoc, wszechmiłosierność, transcendencja, osobowość, niefizyczność, sprawiedliwość i miłosierdzie.
Ateiści teodycejscy uważają, że świata, którego doświadczają, nie da się pogodzić z właściwościami powszechnie przypisywanymi bogu i bogom przez teologów. Twierdzą, że wszechwiedzący, wszechobecny, wszechmocny i wszechmiłosierny bóg nie jest zgodny ze światem, w którym istnieją problem zła i cierpienie, a boska miłość jest ukryta przed wieloma osobami. Podobną argumentację przypisuje się Buddzie Siakjamuniemu, którego nauki stały się podstawą buddyzmu. Wiele myślicieli ateistycznych (np. w nurcie materialistycznym i marksistowskim) przeczyło i nadal przeczy istnieniu wolnej woli i duszy. Do problemu zła odniósł się następująco Epikur:

Czy Bóg chce zapobiec złu, lecz nie może? Zatem jest bezsilny.

Czy może, ale nie chce? Zatem jest zły.

Czy i może, i chce zarazem? Skąd więc bierze się zło?

Ateiści potrafią posługiwać się argumentami empirycznymi w swych polemikach. Zadanie jest ułatwione, gdy religia głosząca określoną ideę Boga wypowiada przy tym twierdzenia na temat konstrukcji świata, np. o istnieniu w pewnym jego regionie królestwa Bożego itp. (tak było w przypadku kosmologii średniowiecznej i starożytnej).

### Argumenty antropocentryczne i aksjologiczne
Ateizm aksjologiczny, nazywany konstruktywnym, odrzuca istnienie bogów na rzecz wyższego absolutu, takiego jak humanizm. Ta forma ateizmu przyjmuje humanizm jako absolutne źródło etyki i wartości i pozwala poszczególnym osobom rozwiązywać problemy moralne bez odwoływania się do boga. Marks, Nietzsche, Freud i Sartre używali tego argumentu, aby przekazać przesłanie wyzwolenia, pełnego rozwoju i nieskrępowanego szczęścia.
Niekiedy też za wyższy absolut (od tego związanego z teizmem) uważa się np. przetrwanie, skuteczność w realizowaniu celów, zwiększanie wpływów. Przykładowo w odniesieniu do polityki, Niccolò Machiavelli głosił, że aby osiągać cele państwa można korzystać z wszelkich dostępnych środków (także np. podstępu i okrucieństwa), a polityka musi być oddzielona od moralności – chodzi w niej o skuteczność, a nie o czynienie dobra. Koncepcję Boga krytykuje się wtedy – na gruncie tzw. memetyki, socjodarwinizmu memetycznego – jako niesłuszną na podstawie związanych z nią poglądów etycznych, jeżeli są podstawy do twierdzenia, że stawiają one swych wyznawców w gorszej pozycji życiowej od innych – przez co ograniczeniu miałby ulegać udział danej np. religii w świecie (wraz z jej wszystkimi wyrafinowanymi teoriami), więc w dalszej perspektywie czekałby ją zanik. Punktem wyjścia takiego postawienia sprawy jest przyjęcie, że światem rządzą pewne zasady i zależności przyczynowo-skutkowe („konieczność”), w tym także w zakresie mechanizmów przekazywania i nabywania wiary, dysponowania dobrami materialnymi i środkami przekazu, dla których nie mają wyraźnego znaczenia prywatne przekonania, a od których zależy rosnący lub malejący udział w życiu społecznym – największy sukces odnoszą ci, którzy wyzyskują je dla swej korzyści bez oglądania się na moralność; zakłada się, że nie ma ingerencji Boga w świat, mających na celu przywrócenie religii i moralności, lub są one znikome.

## Etymologia

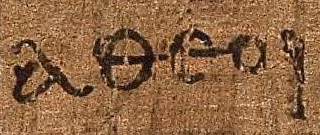
Greckie słowo αθεοι (atheoi), które pojawia się w Liście do Efezjan 2:12, na rękopisie Chester Beatty II. Zwykle tłumaczy się je jako [ci, którzy są] bez boga.

We wczesnej klasycznej grece przymiotnik ἄθεος (atheos – przedrostek przeczący ἀ- + θεός, theos, „bóg”) oznaczał bezbożny. Słowo to w V wieku zaczęło wskazywać na bardziej zamierzoną, aktywną bezbożność, zyskując znaczenia: zrywanie związku z bogami lub negujący bogów. We współczesnych tłumaczeniach klasycznych tekstów atheos przekładane jest jako ateistyczny. W starożytności istniał także rzeczownik ἀθεότης (atheotēs), oznaczający ateizm. Transliteracji do łacińskiego atheos dokonał Cyceron. Określenia tego używano często w czasie dyskusji pomiędzy wczesnymi chrześcijanami a hellenistami; każda ze stron przypisywała je drugiej w sposób pejoratywny.
Karen Armstrong napisała, że w XVI i XVII wieku słowo „ateista” nadal było zarezerwowane wyłącznie dla polemik; określenie to było zniewagą i nikt nie określał siebie tym słowem. Ateizm został użyty do opisu samowolnie ujawnionego przekonania dopiero w XVIII-wiecznej Europie, szczególnie oznaczając niedowierzanie w monoteistycznego abrahamowego boga. W XX wieku zaczęto rozszerzać ten termin w odniesieniu do niedowierzania we wszystkie bóstwa, choć w zachodnich społeczeństwach pozostało powszechne opisywanie ateizmu jako niedowierzania w boga .

## Historia
Choć idea określana mianem ateizmu powstała w XVI-wiecznej Francji, to poglądy, które dziś zostałyby uznane za ateistyczne, pojawiły się już w Indiach okresu wedyjskiego oraz w starożytnych Grecji i Rzymie.

### Starożytność

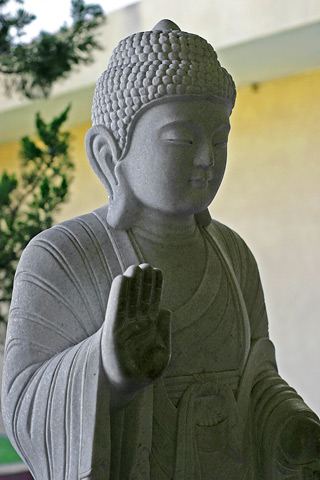
Ze względu na brak boga stwórcy, buddyzm jest powszechnie określany jako nonteistyczny

#### Indie
Kwestionowanie wiary w bogów-stwórców można odnaleźć już w hymnach Rygwedy:

Kto naprawdę wie? Kto to tutaj ogłosi?

Skąd to się wzięło? Skąd jest to stwarzanie?

Bogowie przyszli później razem ze stworzeniem tego świata.

Któż więc wie, skąd to wyniknęło?

Skąd to stwarzanie świata wyniknęło

– być może samo się uformowało lub być może nie

– tylko on jeden na wysokościach, który spogląda na nie z góry,

tylko on wie – lub być może nie wie.

Hinduizm jest zasadniczo teistyczną religią, ale można w nim znaleźć również szkoły ateistyczne. Całkowicie materialistyczna i antyteistyczna szkoła filozoficzna ćarwaka (niezaliczana do sześciu ortodoksyjnych szkół hinduizmu), klasyfikowana jako system nastika, jest dowodem na istnienie ruchu materialistycznego wewnątrz hinduizmu. Nasza wiedza na temat filozofii ćarwaka jest fragmentaryczna, gdyż to, co o niej wiadomo, pochodzi głównie ze źródeł krytykujących ją. Do innych filozofii indyjskich, uważanych za ateistyczne, zaliczane są klasyczne sankhja i mimansa. Odrzucenie istnienia boga stwórcy można spotkać również w dźinizmie i buddyzmie.

#### Grecja
Zachodni ateizm ma swoje korzenie w greckiej filozofii przedsokratejskiej, ale nie wyodrębnił się jako odrębny światopogląd aż do późnego oświecenia. Pierwsze koncepcje ateistyczne odnoszą się do połowy VI wieku p.n.e. Diagoras z Melos, grecki filozof z V wieku p.n.e., który był ostrym krytykiem religii i mistycyzmu, jest znany jako „pierwszy ateista”. Hippon z wyspy Samos już w starożytności uważany był za ateistę. Inni ateiści wybrali bardziej zawoalowaną formę krytyki religii. Jaskrawym wzorem krytyki religii jest fragment niezachowanej do naszych czasów tragedii Krycjasza pt. „Syzyf”. Krycjasz widział religię jako ludzki wynalazek, używany do nakłaniania ludzi poprzez zastraszenie do życia zgodnie z zasadami moralnymi; zdaniem Krycjasza ten wymysł jest po to, aby okiełznać człowieka i wytępić bezprawie dlatego, by masy pokornie ulegały władzom. Atomiści, tacy jak Demokryt, podejmowali się próby wyjaśnienia świata w czysto materialistyczny sposób, bez odniesień do duchowości lub mistycyzmu. Do innych filozofów przedsokratejskich, którzy prawdopodobnie mieli ateistyczne poglądy, należą Prodikos z Keos i Protagoras. Greccy filozofowie z III wieku p.n.e., Teodor Ateista i Straton z Lampsaku, również nie wierzyli w bogów.

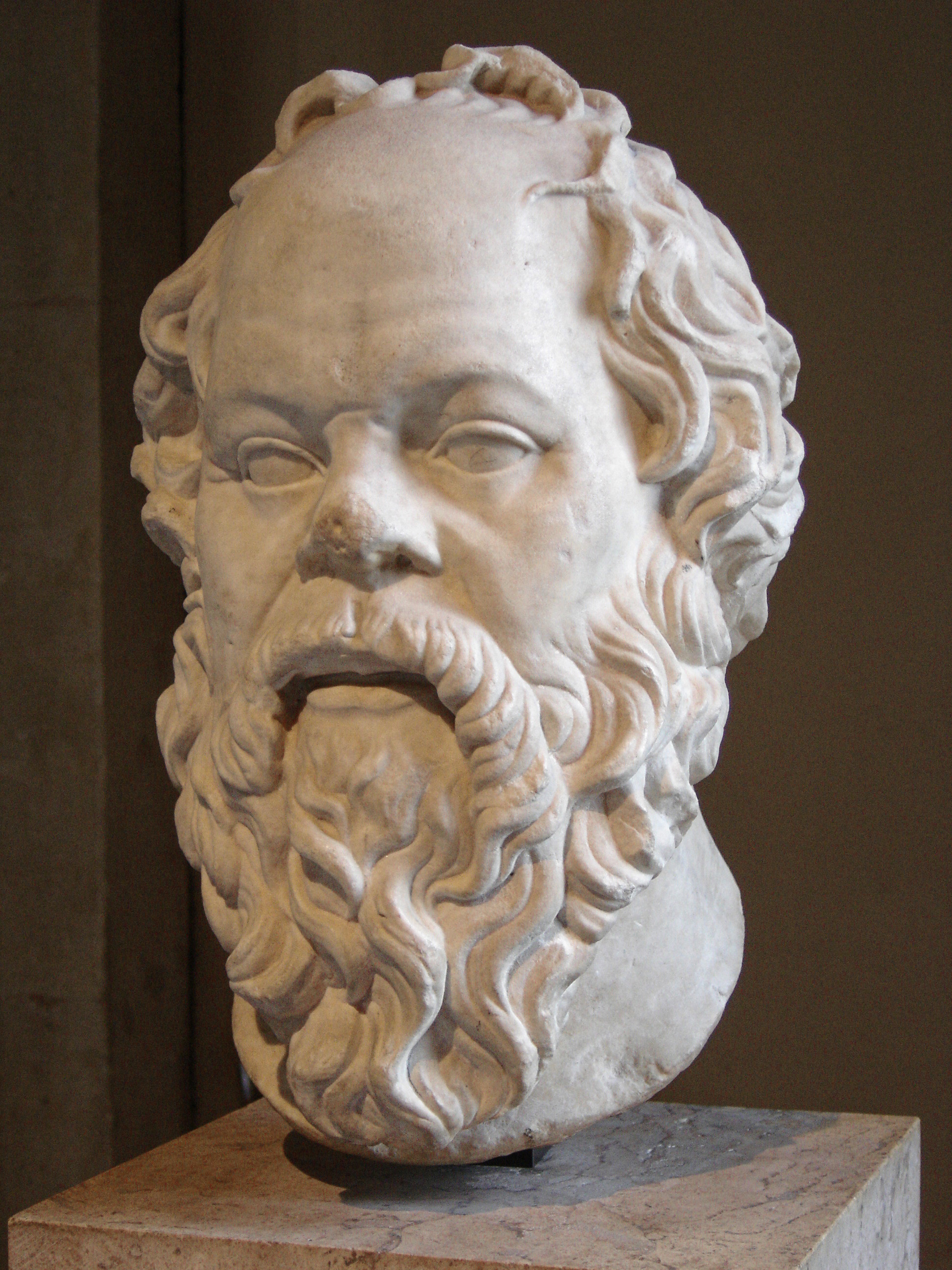
W Obronie Sokratesa Platona, Sokrates (na zdjęciu) został oskarżony przez Meletusa o niewiarę w bogów

Sokrates został oskarżony o bezbożność na podstawie tego, że zainspirował wątpliwości w istnienie państwowych bogów. Został skazany na śmierć, mimo że zaprzeczał oskarżeniom o bycie całkowitym ateistą, mówiąc, że nie może być ateistą, ponieważ wierzy w duchy. Sokrates również modli się do różnych bogów w dialogu Fajdros i powołuje się na Zeusa w dialogu Państwo.
Euhemer (ok. 330–260 r. p.n.e.) głosił swój pogląd, że bogowie byli tylko ubóstwionymi władcami, zdobywcami i założycielami z przeszłości, a ich kulty i religie były w gruncie rzeczy kontynuacją królestw, które przeminęły, i wcześniejszych struktur politycznych. Choć, ściśle rzecz biorąc, nie był ateistą, Euhemer był później krytykowany za rozprzestrzenienie ateizmu po całej zamieszkałej ziemi poprzez wymazywanie bogów z pamięci.
Epikur (ok. 341–270 r. p.n.e.), materialista atomistyczny, kwestionował istnienie życia pozagrobowego i osobowych bóstw; uważał duszę za czysto materialną i śmiertelną. Jego zdaniem bogów nie interesują ludzie, nie wpływają oni na świat.

#### Rzym
Lukrecjusz (ok. 99–55 r. p.n.e.), rzymski poeta, zgodził się, że jeśli bogowie istnieją, to nie interesuje ich ludzkość i nie są zdolni wpływać na świat naturalny. Dlatego uważał, że ludzkość nie powinna się obawiać nadnaturalnego. Swoje epikurejskie poglądy na temat kosmosu, atomów, duszy, śmiertelności i religii objaśnia w poemacie De rerum natura, który spopularyzował filozofię Epikura w starożytnym Rzymie.
Sekstus Empiryk, rzymski filozof, utrzymywał, że powinno się powstrzymywać od osądu na temat praktycznie wszystkich wierzeń (rodzaj sceptycyzmu znany jako sceptycyzm Pyrrona), że nic nie było z natury złe i że ataraksja osiągalna jest poprzez powstrzymywanie się od osądu. Względnie duża liczba ocalałych dzieł jego autorstwa miała trwały wpływ na późniejszych filozofów.
Znaczenie słowa ateista zmieniało się na przestrzeni klasycznej starożytności. Wcześni chrześcijanie byli nazywani ateistami przez niechrześcijan, ze względu na ich brak wiary w pogańskich bogów. W Cesarstwie Rzymskim wielu chrześcijan zostało straconych w pierwszych trzech wiekach chrześcijaństwa za odrzucenie rzymskich bogów w ogóle, a w szczególności za odrzucenie kultu cesarza. Gdy chrześcijaństwo stało się religią państwową Rzymu za panowania Teodozjusza I Wielkiego w 381 r. n.e., herezja stała się przestępstwem karalnym.

### Od średniowiecza do XIX wieku
Akceptacja dla poglądów ateistycznych była rzadko spotykana zarówno w czasie wczesnego, jak i późniejszego średniowiecza (porównaj z inkwizycją średniowieczną); metafizyka, religia i teologia były dominującymi nurtami zainteresowania. Istniały jednak w tym czasie ruchy, które przedstawiały heretyckie koncepcje chrześcijańskiego boga, w tym różne poglądy na temat natury, transcendencji i możliwości poznania boga. Jednostki i grupy, takie jak: Jan Szkot Eriugena, Amalryk z Bène i Bracia i Siostry Wolnego Ducha, utrzymywały chrześcijański punkt widzenia ze skłonnością do panteizmu. Mikołaj z Kuzy utrzymywał formę fideizmu, którą nazywał docta ignorantia, wyrażającą pogląd, że Bóg jest poza ludzką kategoryzacją, a nasza wiedza na temat boga ogranicza się do przypuszczeń. William Ockham zainspirował antymetafizyczne skłonności swoim nominalistycznym ograniczeniem ludzkiej wiedzy do pojedynczych obiektów i wskazał, że boska istota nie może zostać intuicyjnie i racjonalnie zrozumiana przez ludzki intelekt. Zwolennicy Ockhama, tacy jak Jan z Mirecourt i Mikołaj z Autrécourt rozpowszechniali ten pogląd. Wynikający z niego podział pomiędzy wiarą a rozumem zainspirował późniejszych teologów, takich jak John Wycliffe, Jan Hus i Marcin Luter.
Renesans pozwolił na ekspansję wolnomyślicielstwa i sceptycznego dochodzenia. Jednostki, takie jak Leonardo da Vinci, poszukiwały doświadczalności jako środka wytłumaczenia i sprzeciwiały się argumentum ad verecundiam. Do innych krytyków religii i Kościoła tego czasu zaliczyć można Niccolò Machiavellego, Bonaventure des Périers i François Rabelais.

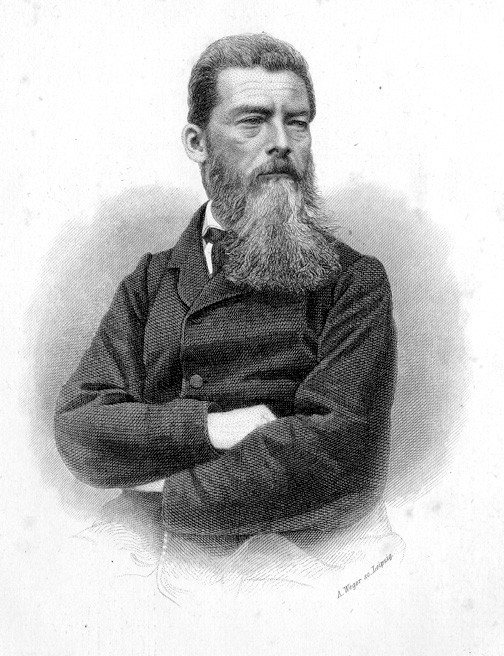
Ludwig Feuerbach, autor książki O istocie chrześcijaństwa (1841), która wywarła znaczny wpływ na filozofów, takich jak Engels, Marx, Strauss i Nietzsche. Uważał boga za ludzki wymysł, a czynności religijne za zaspokajanie własnych pragnień.

W czasie renesansu i reformacji nastąpiło odrodzenie żarliwości religijnej, czego dowodem może być rozprzestrzenianie się nowych nurtów religijnych, bractw religijnych i powszechnej pobożności w katolickim świecie, jak również pojawienie się coraz bardziej surowych sekt protestanckich, takich jak kalwiniści. Ta era międzykonfesjonalnego współzawodnictwa zezwoliła na coraz szerszy zakres teologicznych i filozoficznych spekulacji, z których większość została później wykorzystana do rozwoju sceptycznego światopoglądu religijnego.
Krytyka chrześcijaństwa nasiliła się w XVII i XVIII wieku, zwłaszcza we Francji i Anglii. Niektórzy myśliciele protestanccy, tacy jak Thomas Hobbes, byli zwolennikami filozofii materialistycznej i sceptycyzmu w stosunku do wydarzeń nadnaturalnych, podczas gdy żydowsko-holenderski filozof Baruch Spinoza odrzucał opatrzność na rzecz panteistycznego naturalizmu. Pod koniec XVII wieku deizm zyskał otwartych zwolenników wśród intelektualistów, takich jak John Toland. Pomimo szydzenia z chrześcijaństwa wielu deistów gardziło ateizmem. Francuski ksiądz Jean Meslier, autor traktatu filozoficznego Testament, wzywał do walki z tyranią oraz religią i promował ateizm. W ślad za nim poszli inni, otwarcie ateistyczni myśliciele, tacy jak Paul d’Holbach i Jacques-André Naigeon. Jeszcze wcześniej traktat o nieistnieniu Boga (De non Existentia Dei) zdecydowanie krytykujący religię jako fałsz i świadomą manipulację w celu ucisku politycznego i ekonomicznego napisał Kazimierz Łyszczyński. Jedyny egzemplarz książki (rękopis) został w 1689 roku spalony wraz z autorem. David Hume interpretowany jest jako sceptyk religijny, którego zdaniem przekonania religijne nie mają podstawy w rozumie, nie stanowią wiedzy ani nie są racjonalne, ale są efektem wyobraźni i uczuć.
Rewolucja francuska była przełomowym momentem w szerzeniu poglądów ateistycznych. Próby wprowadzenia w życie cywilnej konstytucji kleru doprowadziły do antyklerykalnej przemocy i wydalenia wielu duchownych z Francji. Do władzy doszli w 1793 roku jakobini, co zapoczątkowało rządy terroru. Najbardziej zagorzali ateiści próbowali z użyciem siły dokonać dechrystianizacji Francji, religię zastępując kultem Rozumu. Inni przywódcy rewolucji, m.in. Maximilien de Robespierre nie popierali tego kultu i już w 1794 roku wprowadzono nowy – kult Istoty Najwyższej.
Ateizm obecny był w XIX-wiecznej myśli rosyjskiej, wśród socjalistów i nihilistów. Postać rosyjskiego ateisty Iwana Karamazowa, który odrzuca boga z powodu cierpień niewinnych – ze względu na „łzy dziecka” – pojawia się w powieści Bracia Karamazow Fiodora Dostojewskiego.
W drugiej połowie XIX wieku ateizm nabrał dużego znaczenia pod wpływem filozofów racjonalistycznych i wolnomyślicielstwa. Wielu ważnych niemieckich filozofów tego okresu zaprzeczało istnieniu bóstw i było krytycznych w stosunku do religii, wśród nich byli: Ludwig Feuerbach, Arthur Schopenhauer, Karl Marx, Friedrich Engels i Friedrich Nietzsche. Humanizm pozytywistyczny tych filozofów był nie tyle ateizmem, co anty-teizmem, czy konkretnie anty-chrystianizmem.

### XX i XXI wiek
Ateizm w XX wieku, szczególnie w formie ateizmu praktycznego, zyskał w wielu społeczeństwach. Myśl ateistyczna zdobyła uznanie w szerokim zakresie innych filozofii, takich jak: egzystencjalizm, obiektywizm, świecki humanizm, nihilizm, pozytywizm logiczny i feminizm.
Pozytywizm logiczny i scjentyzm przetarły drogę filozofii analitycznej, strukturalizmowi i naturalizmowi. Pozytywizm logiczny i filozofia analityczna odrzuciły klasyczny racjonalizm i metafizykę na rzecz ścisłego empiryzmu i epistemologicznego nominalizmu. Orędownicy tych nurtów, tacy jak Bertrand Russell, zdecydowanie odrzucili wiarę w boga. Ludwig Wittgenstein w swoich wczesnych pracach podjął próbę oddzielenia metafizycznego i nadprzyrodzonego języka od racjonalnego dyskursu. Alfred Jules Ayer dowodził braku weryfikowalności i bezsensowności twierdzeń religijnych, przytaczając swoją przynależność do nauk empirycznych. Strukturalizm Claude’a Lévi-Straussa przypisywał źródła języka religii do ludzkiej podświadomości w zaprzeczaniu jej transcendentalnego znaczenia. J.N. Findlay i J.J.C. Smart argumentowali, że istnienie boga nie jest logicznie konieczne. Naturaliści i materialistyczni moniści, tacy jak John Dewey, rozważali świat naturalny jako podstawę wszystkiego, zaprzeczając istnieniu boga i nieśmiertelności .
Polityk hinduski Periyar Ramasamy walczył z hinduizmem i braminami za dyskryminowanie i podziały ludności w imię systemu kastowego i religii.
W 1966 tygodnik „Time” spytał Czy Bóg jest martwy? w odpowiedzi na ruch śmierci boga, cytując szacunki, że prawie połowa ludzi na świecie żyła pod wpływem antyreligijnej siły, a kolejne miliony w Afryce, Azji i Ameryce Południowej nie wiedziały o istnieniu chrześcijańskiego boga.
Reżimy komunistyczne stawiały ateizm w złym świetle, zwłaszcza tam, gdzie występował silny sentyment antykomunistyczny (np. w Stanach Zjednoczonych), pomimo faktu, że prominentni ateiści byli antykomunistami.
Od upadku Muru Berlińskiego liczba aktywnych reżimów antyreligijnych znacząco się zmniejszyła. W 2006 Timothy Shah z Pew Research Center stwierdził, że na całym świecie wszystkie główne grupy religijne zyskują coraz większe zaufanie i wpływy. Gregory Paul i Phil Zuckerman uznali, że rzeczywista sytuacja jest o wiele bardziej złożona i pełna niuansów.

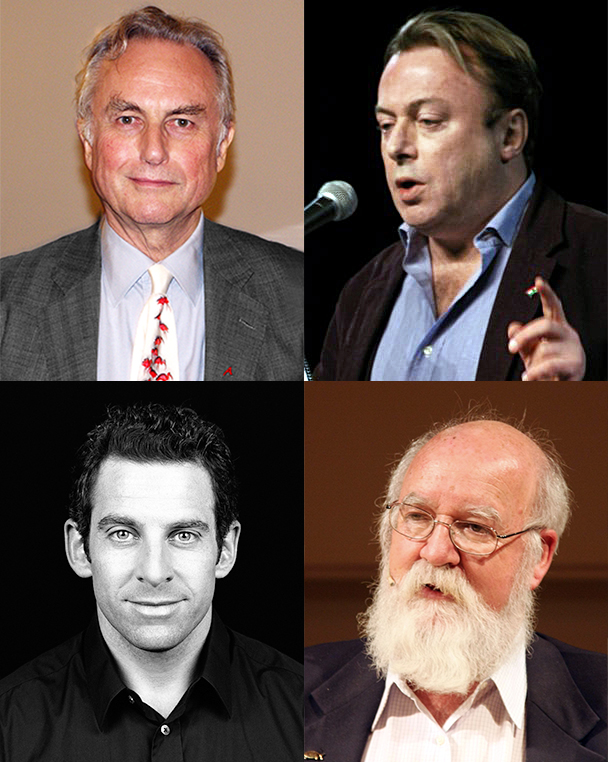
Główni przedstawiciele nowego ateizmu: Richard Dawkins (u góry z lewej), Christopher Hitchens (u góry z prawej), Daniel Dennett (u dołu z prawej) oraz Sam Harris (u dołu z lewej)

W XX wieku ateizm stał się najbardziej powszechnym poglądem wśród amerykańskich naukowców (patrz tutaj).
Na początku XXI wieku nastąpiło kilka wydarzeń istotnych dla rozpowszechniania i postrzegania ateizmu. Francuski filozof Michel Onfray opublikował w 2005 roku Traktat ateologiczny, w którym stwierdził, że religie przypominają bajki dla dzieci. W 2006 roku ukazał się bestseller Bóg urojony autorstwa brytyjskiego zoologa i ewolucjonisty Richarda Dawkinsa. Na fali popularności książki Dawkins rozpoczął w 2007 roku kampanię społeczną pod nazwą Out Campaign, mającą zachęcić ateistów do ujawniania swoich poglądów. W 2007 roku ukazała się książka bóg nie jest wielki. Jak religia wszystko zatruwa napisana przez pisarza Christophera Hitchensa, zaliczanego obok Dawkinsa, Daniela Dennetta i Sama Harrisa do „Czterech jeźdźców” nowego ateizmu. Dawkins w filmie Źródło wszelkiego zła? (2006) i Larry Charles w filmie Wiara czyni czuba (ang. Religulous, 2008) starali się ukazać szkodliwość i absurdalność wierzeń.

#### Kraje komunistyczne
W XX wieku doświadczono również awansu politycznego ateizmu, do którego zachętą były interpretacje prac Marksa i Engelsa. Po rewolucjach rosyjskich z 1917 roku, zwiększona wolność mniejszościowych religii utrzymywała się przez kilka lat, zanim wprowadzono politykę stalinizmu, która obróciła się w stronę represji w stosunku do religii. ZSRR i inne państwa komunistyczne promowały ateizm państwowy i przeciwstawiały się religii, często przy użyciu brutalnych środków. W 1967 roku rząd Albanii pod przywództwem Envera Hodży ogłosił zamknięcie wszystkich instytucji religijnych w kraju, ogłaszając to państwo pierwszym na świecie oficjalnie ateistycznym krajem.

## Demografia

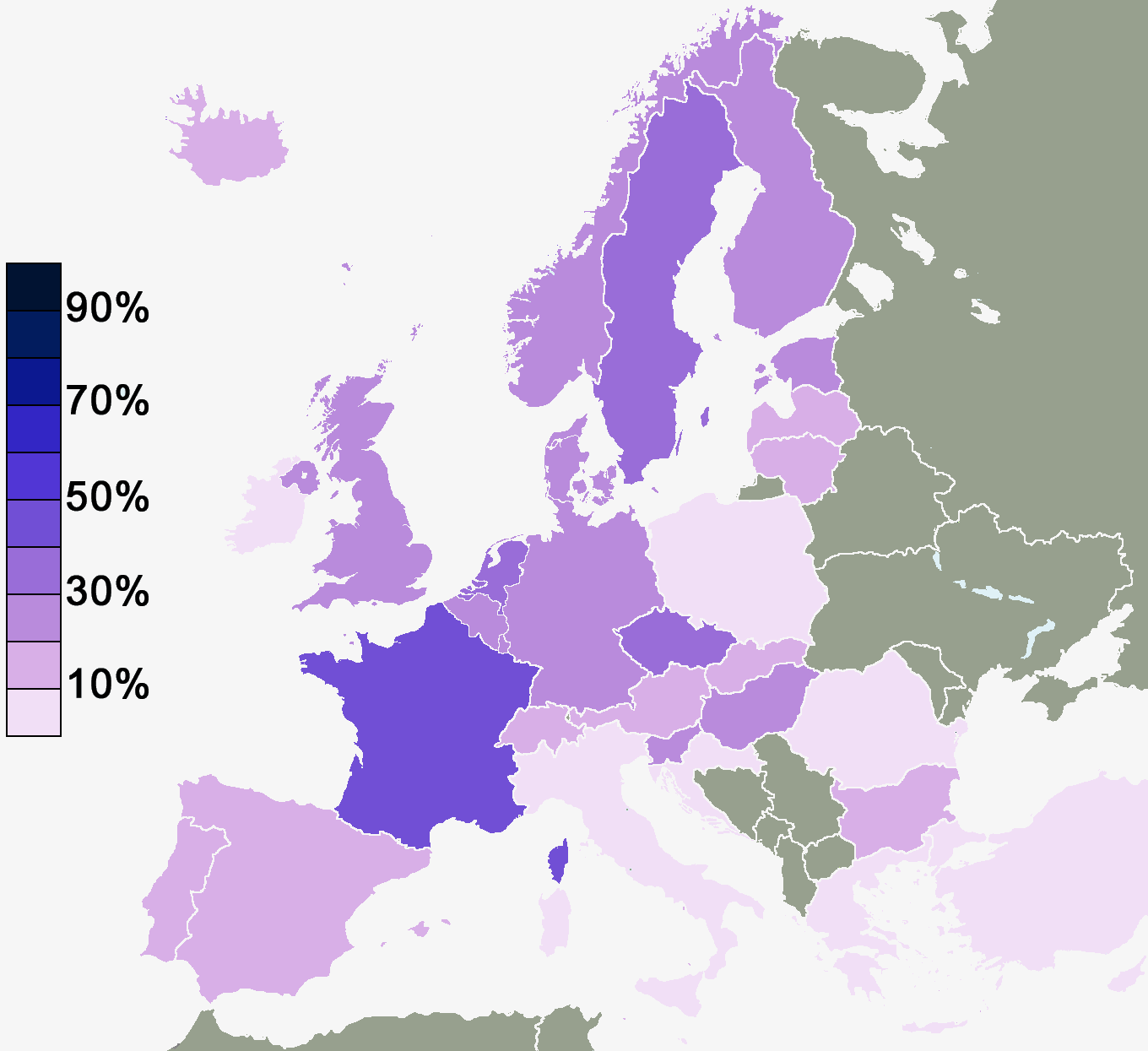
Kolorami zaznaczono procent osób, które w 2010 r. zgodziły się z twierdzeniem: Nie wierzę, że istnieje jakakolwiek forma duchów, boga lub siły życiowej (badanie Eurobarometru)

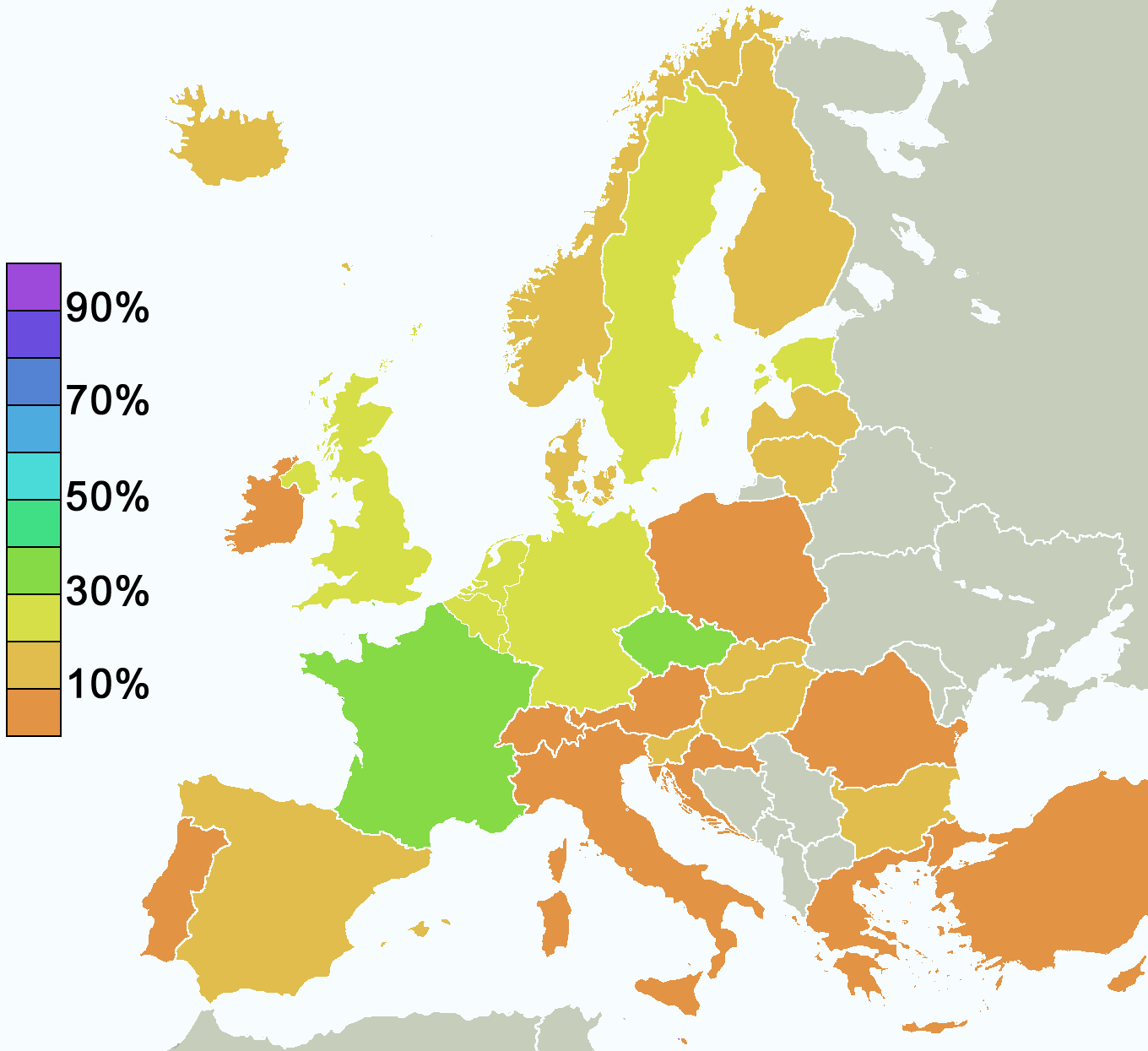
Odsetek osób w wybranych państwach europejskich, które w 2005 zdeklarowały niewiarę w jakąkolwiek formę duchów, boga lub siły życiowej

Trudno jest oszacować liczbę ateistów na świecie. Respondenci ankiet związanych z wiarą religijną mogą różnie definiować ateizm lub wyznaczać różne granice pomiędzy ateizmem, niereligijną wiarą i nieteistycznymi wyznaniami religijnymi i duchowymi.
Według badania z 2015 roku 22% ludności świata deklaruje się jako niereligijna, jako zadeklarowani ateiści deklaruje się 11% światowej populacji, w Europie Zachodniej 51% osób deklaruje się jako niereligijne lub jako zadeklarowani ateiści, a najbardziej ateistycznym krajem są Chiny, gdzie 61% ludności deklaruje się jako zadeklarowani ateiści.
64–65% Japończyków określa siebie jako ateistów, agnostyków lub niewierzących (dane opublikowane w 2005 roku). Liczba takich osób w Unii Europejskiej wynosi od 6% we Włoszech do 85% w Szwecji. W Rosji, w zależności od źródła, udział ateistów określa się jako wynoszący od 13 do 48% ludności.
Encyklopedia Britannica podała w 2005 roku, że osoby niereligijne stanowiły około 11,9% populacji świata, a ateiści około 2,3%; odsetek ten nie obejmował osób wyznających ateistyczne i nieteistyczne religie, takie jak buddyzm, dźinizm czy raelizm. Badanie opinii z listopada i grudnia 2006, opublikowane w „Financial Times” podaje dane dla Stanów Zjednoczonych i pięciu krajów europejskich. Amerykanie są bardziej skłonni od Europejczyków do zdeklarowania wiary w pewną formę boga lub istoty najwyższej (73%). Wśród ankietowanych pełnoletnich Europejczyków Włosi byli najbardziej skłonni do deklarowania tego typu wiary (62%), a Francuzi najmniej (27%). We Francji 32% osób deklarowało się jako ateiści, a dodatkowe 32% jako agnostycy.
Według danych UE (2005) 18% populacji UE nie wierzy w boga; 27% stwierdza istnienie jakiejś formy ducha lub siły życiowej; podczas gdy 52% stwierdza wiarę w konkretnego boga. Odsetek wierzących wzrasta do 65% wśród tych, którzy opuścili szkołę mając 15 lat; respondenci, którzy uważają, że pochodzą z rygorystycznej rodziny byli bardziej skłonni do wiary w boga od tych, którzy czuli, że ich wychowaniu brakowało jednoznacznych reguł.
Według sondażu z 2004 roku 49% mieszkańców Czech zadeklarowało się jako ateiści (nie wlicza się do tej liczby agnostyków) i ich liczba stale rośnie; tylko 32% wierzyło w istnienie Boga.
Według badania GUS z 2015 roku odsetek Polaków deklarujących się jako niewierzący wynosi 2,6%. Według innych danych w Polsce ludzi niewierzących lub obojętnych w sprawie wiary jest 3,5% lub 4,2%.

## Moralność
W zakresie moralności ateiści argumentują między innymi, że zarówno imperatyw kategoryczny Immanuela Kanta, jak i związana z nim złota reguła: „nie czyń innym, co Tobie niemiłe”, nie wymagają istnienia bogów, a bezinteresowność naturalnie wynika z mechanizmów ewolucyjnych . Zdaniem George’a H. Smitha wśród popularnych przesądów związanych z religią, żaden nie jest bardziej powszechny lub tragiczny w skutkach niż ten, że wartości moralne wymagają wiary w boga. Julian Baggini podkreślił, że etyczne zachowanie wynikające jedynie z boskiego nakazu, nie jest prawdziwie etycznym zachowaniem, a jedynie ślepym posłuszeństwem. Stwierdził, że ateizm jest lepszą podstawą dla etyki utrzymując, że konieczna jest moralna podstawa niezależna od religijnych nakazów, aby ocenić moralność tych nakazów – aby być w stanie zauważyć, że na przykład kradnij jest niemoralne, nawet jeśli czyjaś religia to nakazuje – i że, z tego względu, ateiści mają przewagę bycia bardziej skłonnym do dokonywania takich ocen. Jego zdaniem prawo to nie to samo co moralność – prawo może być zarówno moralne, jak i niemoralne. Filozof zwrócił też uwagę na platoński dylemat Eutyfrona dotyczący hipotetycznego prawa boskiego.
Współczesny brytyjski filozof polityczny Martin Cohen zaproponował bardziej obrazowy, historycznie wymowny przykład biblijnych nakazów, które przemawiały na korzyść tortur i niewolnictwa, jako dowód w jaki sposób religijne nakazy podążają za politycznymi i społecznymi zwyczajami, a nie na odwrót; ale również zaznaczył, że wydaje się prawdziwym przypisywanie podobnych skłonności przypuszczalnie bezstronnym i obiektywnym filozofom. Cohen przedstawił swoją tezę na przykładzie Koranu, który postrzega jako mający ogólnie niefortunną rolę w zachowaniu średniowiecznych zasad społecznych poprzez zmiany w świeckim społeczeństwie.
Ateiści tacy jak Sam Harris argumentują, że poleganie religii abrahamicznych na boskim autorytecie skłania je w kierunku autorytaryzmu i dogmatyzmu. Istotnie fundamentalizm religijny i religia zewnętrzna (gdy religia jest utrzymywana ponieważ służy innym, najwyższym interesom) były skorelowane z autorytaryzmem, dogmatyzmem i uprzedzeniem. Argument ten, w powiązaniu z wydarzeniami historycznymi, które mają przedstawiać zagrożenia wynikające z religii, takie jak krucjaty, inkwizycja i procesy o czary, są często przytaczane przez antyreligijnych ateistów, aby uzasadnić ich poglądy. Z drugiej strony ludzie wierzący argumentują, że oparte na ateizmie reżimy komunistyczne takie jak w ZSRR czy obecnie w Korei Północnej lub na Kubie także winne są masowych mordów na ludności cywilnej.
Jeden z najczęściej spotykanych argumentów przeciwko ateizmowi wyraża się w poglądzie, że zaprzeczanie istnieniu sprawiedliwego boga prowadzi do relatywizmu moralnego i pozostawia ludzi bez podstaw moralnych czy etycznych. Blaise Pascal w tym stylu argumentował przeciwko ateizmowi w 1669. Część religijnych społeczeństw charakteryzuje się uprzedzeniami wobec ateistów. Według stanu na 2012 rok, większość społeczeństwa w USA darzy ateistów niższym zaufaniem, co może być związane z przekonaniem, że osoba, która wierzy, że jest obserwowana przez Boga, jest mniej skłonna do niewłaściwych zachowań. Z drugiej strony, według badania CBOS z grudnia 2013 roku, jedynie niespełna co piąty Polak uważa, że katolickie zasady moralne są najlepszą i wystarczającą podstawą moralności.
Według badań przeprowadzonych w 2007 roku typowy ateista to osoba mniej autorytarna i słabiej ulegająca sugestii, częściej w związku małżeńskim, bardziej tolerancyjna wobec innych, przestrzegająca prawa, mniej dogmatyczna, mniej uprzedzona, współczująca, sumienna, dobrze wykształcona i o wysokiej inteligencji.
Badania z lat 2000–2006 pokazują, że odsetek morderstw jest w społeczeństwach świeckich niższy niż w tych, gdzie wiara w Boga jest głęboka i powszechna. Podobnie, na korzyść ateistów, wypada porównanie odsetków morderstw w poszczególnych stanach amerykańskich. Według badania z 2008 roku, z 50 najbezpieczniejszych miast na świecie prawie wszystkie są względnie niereligijne, a z ośmiu miast z USA, które są na liście, prawie wszystkie są zlokalizowane w najmniej religijnych rejonach USA. W 2015 roku zakończyło się badanie, w którym dzieci wychowywane w religijnych rodzinach wypadły jako mniej altruistyczne oraz bardziej surowe w zakresie karania innych niż osoby pochodzące z rodzin niereligijnych. Badanie pokazało również, że rodzicom z rodzin religijnych wydawało się, że jest odwrotnie, to znaczy, że ich dzieci są bardziej empatyczne i wrażliwe na niesprawiedliwość niż dzieci pochodzące z rodzin niereligijnych.

## Ateizm i religia
Choć osoby, które określają siebie mianem ateistów, są uważane za niereligijne, niektóre odłamy w obrębie głównych religii tradycyjnie nieateistycznych odrzucają istnienie osobowego bóstwa stwórcy. Pojawiły się takie nurty jak ateizm żydowski, judaizm humanistyczny oraz ateizm chrześcijański.

## Krytyka ateizmu

### Agnostyczna krytyka ateizmu teoretycznego
Powołując się na zdanie zwolennika ateizmu Juliana Bagginiego:

Ateizm jest faktycznie niezwykle prosty do zdefiniowania: jest to przekonanie, że nie ma Boga lub bogów.

można sparafrazować powyższy cytat (z podejściem agnostycznym, podobnie do poglądu, który opisał Bertrand Russell w broszurze „Kto to jest agnostyk?”):

Ponieważ nie można jednoznacznie udowodnić nieistnienia Boga lub bogów

a jednocześnie nie można jednoznacznie udowodnić istnienia Boga lub bogów,

można przyjąć ateizm teoretyczny jako szczególną formę wiary w nieistnienie Boga lub bogów.

Jako wiarę należy tu rozumieć nadawanie dużego prawdopodobieństwa prawdziwości twierdzenia, w warunkach braku wystarczającej wiedzy. Ateizm wynika z przekonania, a nie z zastosowania metody naukowej. Agnostycy, tacy jak amerykański astronom Carl Sagan, krytykowali ateizm za bycie ich zdaniem nienaukowym poglądem.

### Krytyka religijna
Papież Pius XI napisał w encyklice Encyklika Divini Redemptoris. O ateistycznym komunizmie, że ateizm komunistyczny miał na celu „zakłócenie porządku społecznego i podważenie samych podstaw cywilizacji chrześcijańskiej”. W latach 90. XX wieku papież Jan Paweł II skrytykował rozpowszechniający się „praktyczny ateizm”.